# 5 juillet 1979

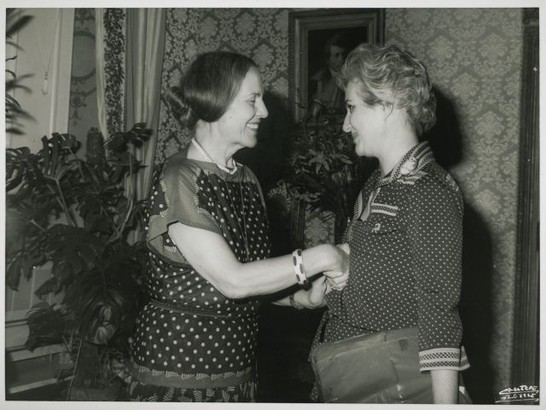
La présidente de la Chambre des députés Nilde Iotti reçoit la Présidente de la région Toscane, Loretta Montemaggi Sandonnini, le 5 juillet 1979.

Le jeudi 5 juillet 1979 est le 186e jour de l'année 1979.

## Naissances
- Amélie Mauresmo, joueuse de tennis française
- Blue Bennefield, hockeyeur sur glace canadien
- Horan, chanteuse et actrice sud-coréenne
- Marco Bos, coureur cycliste néerlandais
- Mike Cahill, cinéaste américain
- Nigel Codrington, footballeur international guyanien
- Nonato, joueur de football brésilien
- Sandra Levenez, triathlète française
- Shane Filan, chanteur irlandais
- Stilian Petrov, footballeur bulgare

## Décès
- Émile Dewoitine (né le 26 septembre 1892), industriel et constructeur aéronautique français
- André Picard (né le 22 juin 1899), personnalité politique française
- Jopie Waalberg (née le 13 avril 1920), nageuse néerlandaise
- Joseph Borkin (né le 12 novembre 1911), essayiste américain
- Joseph Pascher (né le 26 septembre 1893), prêtre catholique, professeur, liturgiste et théologien allemand
- Raymond Bonnefous (né le 8 mai 1893), homme politique français
- Rolf Holmberg (né le 24 août 1914), footballeur norvégien